# Paramount+
Paramount+ je americká VOD platforma vlastněná společností Paramount Global. Obsah služby zahrnuje produkci CBS Media Ventures, CBS studios, Paramount Media Networks a Paramount Pictures. Služba rovněž nabízí původní filmovou a seriálovou tvorbu, a také živé přenosy sportovních akcí. V České republice je část jejího obsahu dostupná prostřednictvím platformy SkyShowtime.